# Championnats du monde de VTT marathon 2023
Navigation
2022 2024
Les championnats du monde de VTT marathon  2023 sont la 21e édition de ces championnats, organisés par l'Union cycliste internationale (UCI) et décernant les titres mondiaux en cross-country marathon. Ils ont lieu le 6 août 2023 dans la Glentress Forest, près d'Édimbourg.
Ces mondiaux sont organisés dans le cadre plus large des championnats du monde de cyclisme UCI 2023 de Glasgow et qui rassemblent tous les quatre ans treize championnats du monde de cyclisme dans différentes disciplines (route, piste, VTT...).

## Podiums
| Épreuves | Or                 | Argent        | Bronze          |
| -------- | ------------------ | ------------- | --------------- |
| Hommes   | Henrique Avancini  | Martin Stošek | Lukas Baum      |
| Femmes   | Mona Mitterwallner | Candice Lill  | Adelheid Morath |

## Tableau des médailles
| Rang | Nation         | Or | Argent | Bronze | Total |
| ---- | -------------- | -- | ------ | ------ | ----- |
| 1    | Autriche       | 1  | 0      | 0      | 1     |
| 1    | Brésil         | 1  | 0      | 0      | 1     |
| 3    | Afrique du Sud | 0  | 1      | 0      | 1     |
| 3    | Tchéquie       | 0  | 1      | 0      | 1     |
| 5    | Allemagne      | 0  | 0      | 2      | 2     |
|      | TOTAL          | 2  | 2      | 2      | 6     |